# Alaskan klee kai
De Alaskan klee kai is een klein tot middelgroot hondenras behorend tot de spitsfamilie. Het ras komt voor in drie slagen: standaard, miniatuur en toy.

## Geschiedenis
De Alaskan klee kai is doorgefokt vanaf de eerdere Alaska-Malamute. Aan het begin van de jaren zeventig van de twintigste eeuw begon Linda Spurlin uit Wasilla (Alaska) met een fokprogramma om een kleinere versie van de grotere Malamute te fokken. In 1988 sloten andere fokkers zich bij haar aan. In 1997 werd de klee kai erkend door de Amerikaanse kennelclub, maar nog steeds is het dier zeldzaam - in alle drie slagen.
De volgende rassen zijn gebruikt om de Alaskan klee kai te fokken:
- Alaska-malamute
- Siberische husky
- Amerikaanse eskimohond
- Schipperke

## Bouw en uiterlijk
De Alaskan klee kai is vrij klein. Hij heeft een ronde kop, die vrij breed is en taps toeloopt naar de ogen. De borstkas is matig breed. De nek is een beetje uitgerekt, zodat de kop licht naar voren wordt gedragen bij het rennen.
De vacht is zacht, recht en isolerend. De staart is pluizig. De voorpoten zijn redelijk recht. Het dier heeft staande oren. De staart hangt meestal naar beneden als de hond ontspannen is, maar als hij alert is vormt de staart een losse krul over de rug. De klee kai heeft vrij grote ogen. Ogen van verschillende kleuren - een bruin en een blauw oog - is niet ongewoon. Hij kan bijna alle kleuren zijn, net zoals de grote husky. Wel zijn het vaak contrasterende kleuren - zoals donkergrijs of zwart met wit - wat een mooie gemaskerde kop vormt. De Alaskan klee kai komt voor in drie slagen - standaard, miniatuur en toy - en deze zijn allemaal van andere grootte. Standaard is rond de 40 cm hoog; miniatuur is rond de 35 cm hoog; toy is tot 33 cm hoog.

## Karakter

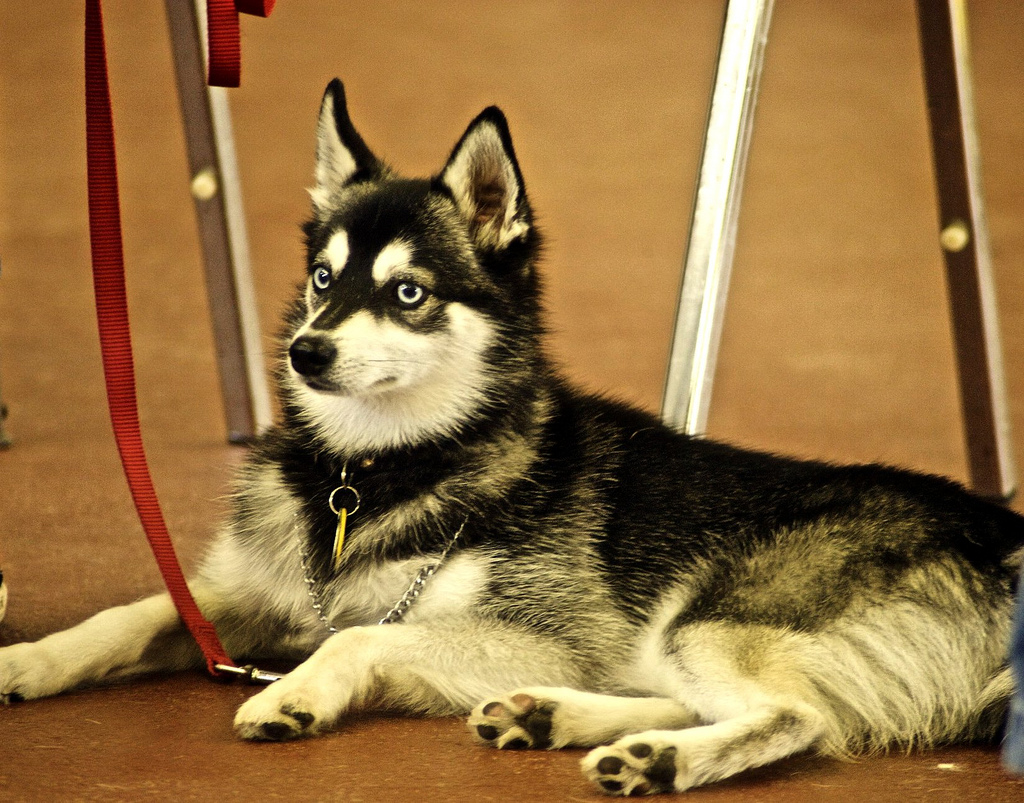
Alaskan klee kai

De Alaskan klee kai heeft, net als zijn voorouders, een gereserveerde houding tegenover vreemden. Het ras is deels gefokt op een vriendelijk karakter, gemene of zeer verlegen honden worden gediskwalificeerd bij shows en worden dus ook niet gebruikt voor de fok. Deze hondjes zijn zeer waaks en zullen hierbij zeker hun stem laten horen. Ze bewaken van nature hun territorium. De hond wordt vaak gebruikt als gezelschapshond - dat is altijd al zo geweest - maar is toch een uitstekende waakhond. Ze kunnen zéér slecht tegen alleen zijn.
Wie geen zin heeft om veel met de hond te lopen, kan beter verder zoeken. Alle voorouders van de klee kai hebben veel beweging nodig, de klee kai is energiek en neemt zeker geen genoegen met driemaal daags een blokje om. Ze hebben minimaal anderhalf uur beweging per dag nodig, anders kunnen ze vervelend worden in huis.
De Alaskan klee kai is een poolhond, en zoals de meeste poolhonden is hij onafhankelijk, eigenzinnig en ze zien er vaak het nut niet van in hun baas te gehoorzamen. Deze hond heeft dan ook een zeer consequente baas nodig, die veel met hem onderneemt.